# Gothic 3
 (novembre 2014).
Si vous disposez d'ouvrages ou d'articles de référence ou si vous connaissez des sites web de qualité traitant du thème abordé ici, merci de compléter l'article en donnant les références utiles à sa vérifiabilité et en les liant à la section « Notes et références ».
Gothic 3 est un jeu vidéo de type action-RPG développé par Piranha Bytes et édité par JoWooD en 2006. Il s'agit du troisième épisode de la série de jeux de rôle Gothic.

## Histoire
Au commencement les nomades arpentaient cette terre, alors le vagabond éternel montra le chemin. Et Innos dit au vagabond : « Dépose ton bâton ici », et au lieu de cela il lui remit le sceptre. Dès lors le vagabond éternel devint son serviteur. Et Innos accorda au vagabond une partie de sa divine puissance pour venir à bout des machinations de Béliar, et ce pouvoir était le feu qu'il contrôlait à sa guise. Toutefois parmi les nomades, certains refusèrent de suivre la voie d'Innos et c'est ainsi que le peuple des nomades fut divisé. Et les adorateurs d'Innos érigèrent de vastes temples et devinrent le peuple de Varant.
Le sceptre quant à lui devint le symbole de leur autorité. Et Innos s'adressa à ses serviteurs : « Érigez un portail que je puisse régner sur le monde pour l'éternité ». Et ses serviteurs accomplirent sa volonté. Et lorsque Béliar vit ce qu'avaient fait les serviteurs d'Innos, il laissa éclater sa rage. Alors un être animé par des puissances ancestrales, entendit son appel et s'éleva de la terre, amenant avec lui d'autres créatures démoniaques. Toutefois le règne de ces puissantes créatures toucha bientôt à sa fin, car telle était la volonté d'Adanos qui fit venir les eaux qui emportèrent les démons. Lorsque le serviteur d'Innos comprit ce qui se passait, il ordonna que les 5 artefacts divin fussent portés jusqu'au temple. Les gens du peuple de Varant périrent jusqu'au dernier ; le bâton et le sceptre furent emportés par les eaux. Et Adannos dit à ses frères : « Plus jamais vous ne foulerez le sol de ma contrée, car il est sacré » et il en sera ainsi. Les barbares vivaient en Nordmar et Rhobar était l'un d'eux ; il marchait dans la montagne sans feu ni épée et la bête le pourchassait. Il sentit son souffle dans son dos, et alors il se retourna, brandit son épée au-dessus de sa tête et abattit d'un seul coup la bête.

## Accueil
- Gamekult : 7/10[1]
- IGN : 4,9/10[2]
- Jeuxvideo.com : 17/20[3]
- RPGFrance.com : 8/10[4]